# George Morgan (Tennisspieler)
George Morgan (* 7. Februar 1993) ist ein ehemaliger britischer Tennisspieler aus England. Er gewann den Doppelbewerb der Wimbledon Championships 2011 in der Junioren-Konkurrenz, sowie den Orange Bowl der unter 18-Jährigen im Einzel 2010.

## Karriere
George Morgan feierte seine größten Erfolge vor allem im Juniorenbereich. Am Ende seiner Juniorenlaufbahn hatte er eine Bilanz von 81:41 (74:33 im Doppel) vorzuweisen. Seine größten Erfolge waren der Gewinn des Doppelwettbewerbs (zusammen mit Mate Pavić) beim Grand Slam in Wimbledon 2011, sowie der Gewinn der inoffiziellen Junioren-Weltmeisterschaft 2010, dem Orange Bowl. 
Weniger erfolgreich waren seine Auftritte auf Future- und Challengerebene. 2011 gewann er sein einziges Turnier der Future-Serie im Einzel. In der Doppelkonkurrenz gelangen ihm fünf Titelgewinne. Bei Challenger-Turnieren blieb er jedoch erfolglos. 2012 qualifizierte er sich mit Lewis Burton für das Hauptfeld der Doppelkonkurrenz in Wimbledon, wo die beiden in der ersten Runde ausschieden. 2014 beendete er seine Karriere.